# Rubus toyorensis
Rubus toyorensis är en rosväxtart som beskrevs av Gen-Iti Koidzumi. Rubus toyorensis ingår i släktet rubusar, och familjen rosväxter. Inga underarter finns listade i Catalogue of Life.